# Methles spinosus
Methles spinosus är en skalbaggsart som beskrevs av Sharp 1882. Methles spinosus ingår i släktet Methles och familjen dykare. Inga underarter finns listade i Catalogue of Life.